# ديف بلاك (ملحن)
ديف بلاك (بالإنجليزية: Dave Black)‏ هو ملحن أمريكي، ولد في 1959.